# آزمایشگاه دالبی
آزمایشگاه دالبی (به انگلیسی: Dolby Laboratories یا  Dolby Labs) یک شرکت آمریکایی است که در زمینهٔ کاهش نوفه (نویز) صدا و فشرده‌سازی داده‌ها فعالیت می‌کند که حق استفاده از فناوری خود را به صورت پروانه به تولیدکنندگان وسائل صوتی و تصویری می‌فروشد.

## تاریخچه
آزمایشگاه دالبی توسط ری دالبی در سال ۱۹۶۵ در بریتانیا تأسیس شد. در همان سال، او سیستم Dolby Noise Reduction را اختراع کرد که نوعی پردازش سیگنال صوتی برای کاهش صدای خش‌خش پس‌زمینه در نوارهای صوتی ضبط شده بود. اولین اختراع او در ایالات متحده در مورد این فناوری بود که سال ۱۹۶۹، یعنی چهار سال بعد، ثبت شد. این روش برای اولین بار توسط دکا رکوردز در انگلستان استفاده شد. 
وی در سال ۱۹۷۶ شرکت خود را به ایالات متحده آمریکا (سان‌فرانسیسکو) انتقال داد.  و اولین محصول آنها یونیت دالبی ۳۰۱ بود. این یونیت برای استفاده در استودیوهای ضبط حرفه ای در نظر گرفته شده بودند.
دالبی توسط هنری کلاوس از KLH متقاعد شد تا نسخه مصرفی کاهش نویز خود را تولید کند. دالبی بیشتر روی سیستم های ترکیبی کار کرد و تیپ بی را در سال ۱۹۶۸ معرفی کرد.
دالبی همچنین به دنبال بهبود صدای فیلم بود. همانطور که تاریخچه شرکت توضیح می دهد:
پس از بررسی، دالبی دریافت که بسیاری از محدودیت‌ها در صدای نوری مستقیماً از نویز بالای پس‌زمینه آن ناشی می‌شود. برای فیلتر کردن این نویز، پاسخ فرکانس بالای سیستم‌های پخش تئاتر عمداً محدود شد... بدتر از آن، برای افزایش درک دیالوگ در چنین سیستم‌هایی، میکس‌کننده‌های صدا آهنگ‌های موسیقی را با بسامد بالا ضبط می‌کردند که منجر به اعوجاج زیاد شد.
فناوری دالبی (Dolby) که نخستین بار در فیلم پرتقال کوکی، ساخته استنلی کوبریک در سال ۱۹۷۱ به کار گرفته شد، سال‌ها بعد در سیستم پخش خانگی هم پیشرو بود. این کمپانی کمی بعد به یکی از مهمترین شرکت‌های ضبط و پخش صدا در سینما تبدیل شد و سال‌ها بعد "سیستم صوتی سراند" را عرضه کرد.ری دالبی در سال ۱۹۸۹ برای خدماتش به صنعت سینما جایزه اسکار و جایزه‌های معتبر دیگری همچون جایزه گرمی و جایزه امی را دریافت کرد.
در ۸ ژانویه ۲۰۰۷، شرکت دالبی ورود Dolby Volume را در نمایشگاه بین‌المللی سی‌ئی‌اس اعلام کرد.
در ماه مه ۲۰۱۹، دالبی تصمیم گرفت Dolby Atmos را به صدها آهنگ جدیدتر در صنعت موسیقی اضافه کند.